# 机场中心站
机场中心站是一个位于中华人民共和国云南省昆明市官渡区大板桥街道昆明长水国际机场航站楼B2层，属于昆明地铁6号线的地铁车站。该站是6号线一期工程的终点站，于2010年3月开工，2012年6月28日随长水机场一同启用。

## 车站构造
机场中心站是昆明轨道交通首个建成地下车站。
| 地下二层 站厅层 | 站厅               | A-B出入口、票务服务、自动售票机、一卡通充值、安检、进出站闸机 |  |
| 地下三层 站台层 |                    | █ 6号线列车往塘子巷方向 （机场前）                            |  |
| 地下三层 站台层 | 岛式站台，左侧開門 |                                                               |  |
| 地下三层 站台层 | █ 6号线落客月台    |                                                               |  |

## 出口
该站设有一共有2个出口。由于两个出口均位于机场内，故本站出入口没有没有设任何便携设施。
|          |                  |      |
| 编号     | 建议前往的目的地 | 照片 |
| 出口 · A | 昆明长水国际机场 |      |
| 出口 · B | 昆明长水国际机场 |      |

## 图片

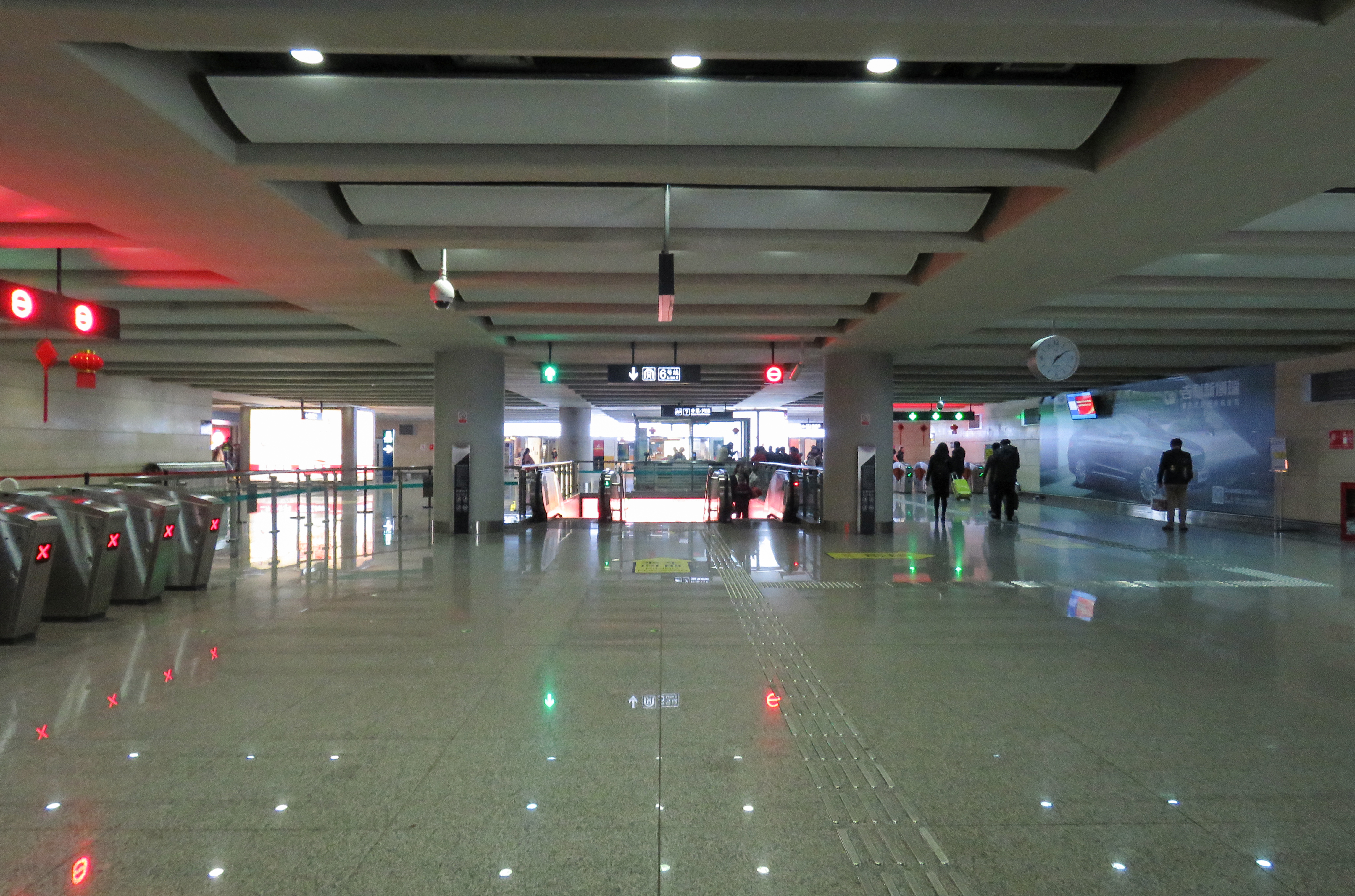
站厅
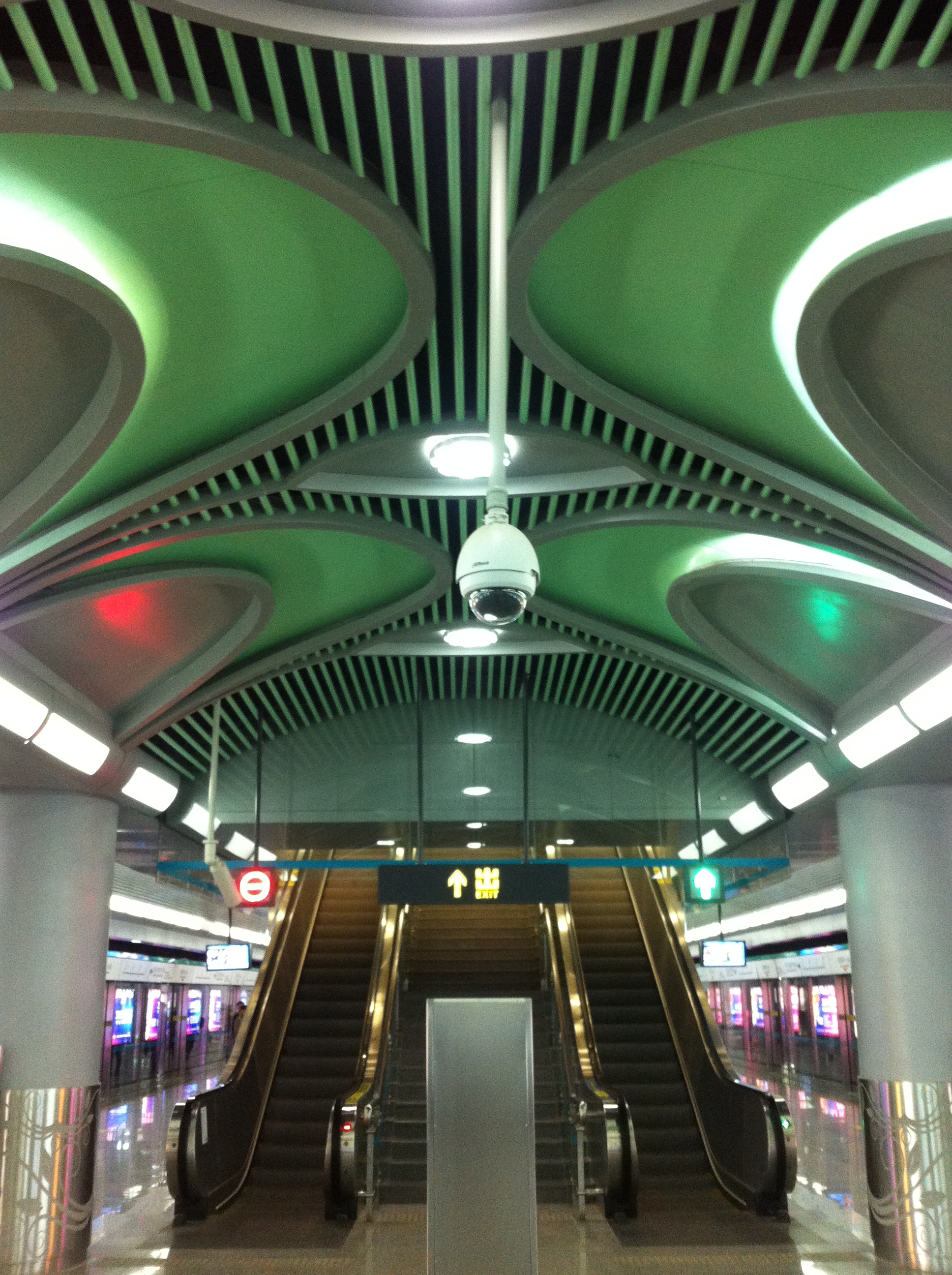
站台
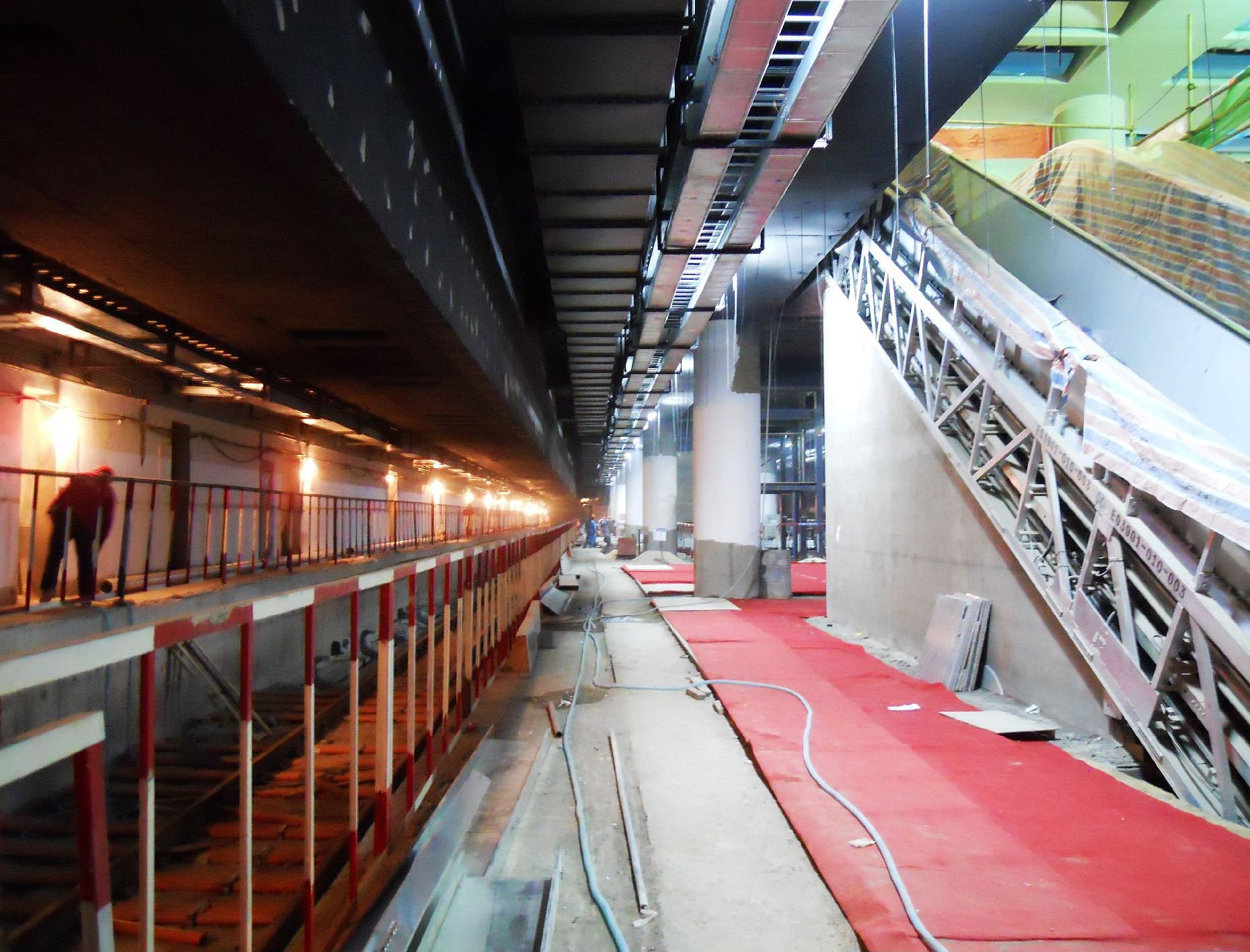
建设中的机场中心站（2011年11月）
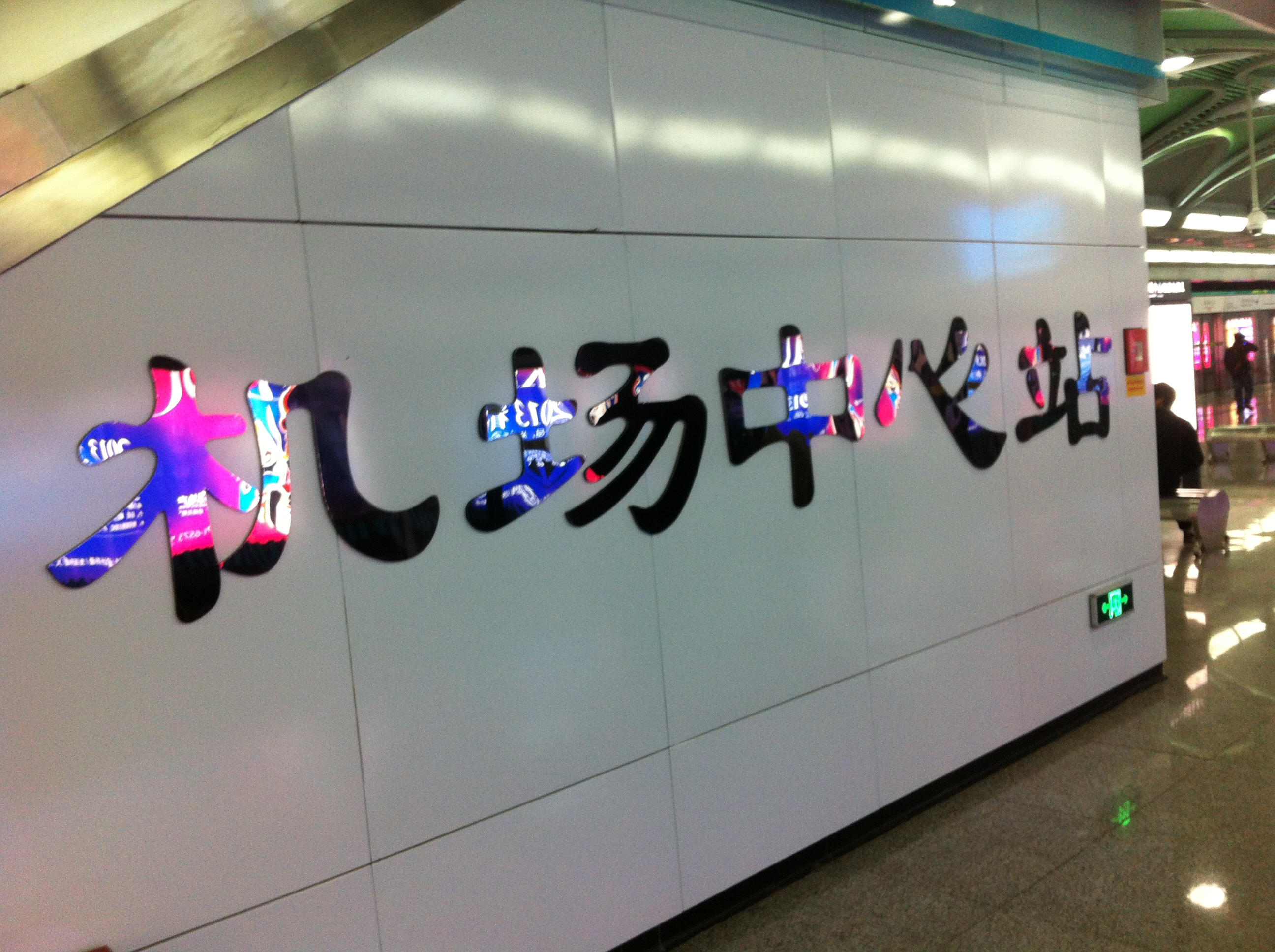
机场中心站大字壁
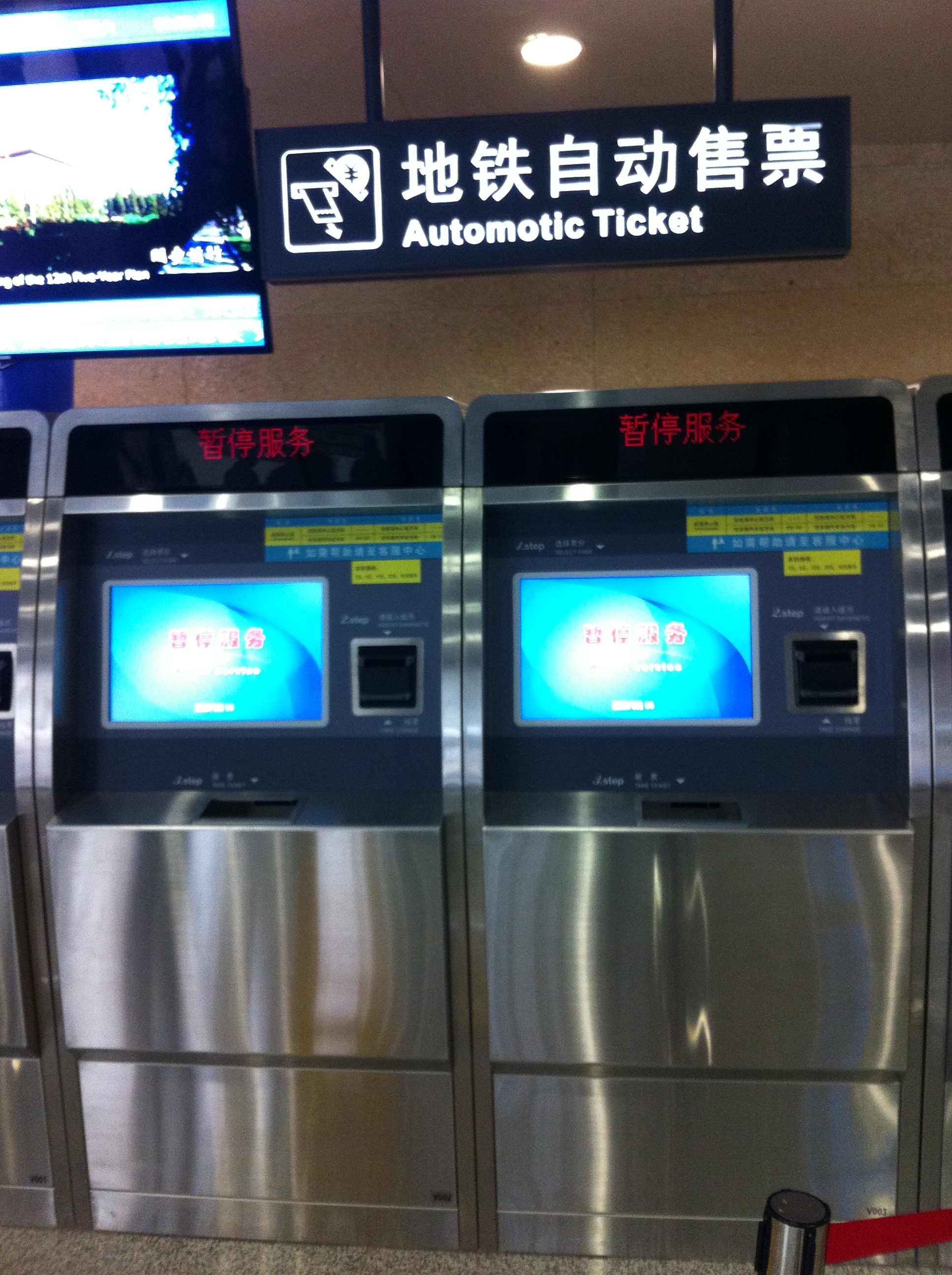
位于机场中心站的自动售票机